# Adromischus
Adromischus – rodzaj roślin z rodziny gruboszowatych (Crassulaceae). Obejmuje 26 gatunków występujących w Afryce Środkowej. Są to sukulenty, często uprawiane. 

## Systematyka
Pozycja według APweb (aktualizowany system APG III z 2009)
Przedstawiciel rodziny gruboszowatych (Crassulaceae) należącej do rzędu skalnicowatych reprezentującego dwuliścienne właściwe.
Wykaz gatunków
- Adromischus alstonii (Schönland & E.G.Baker) C.A.Sm.
- Adromischus bicolor Hutchison
- Adromischus caryophyllaceus (Burm.f.) Lem.
- Adromischus cooperi (Baker) A.Berger
- Adromischus cristatus (Haw.) Lem.
- Adromischus diabolicus Toelken
- Adromischus fallax Toelken
- Adromischus filicaulis (Eckl. & Zeyh.) C.A.Sm.
- Adromischus hemisphaericus (L.) Lem.
- Adromischus humilis (Mart.) Poelln.
- Adromischus inamoenus Toelken
- Adromischus leucophyllus Uitewaal
- Adromischus liebenbergii Hutchison
- Adromischus maculatus (Salm-Dyck) Lem.
- Adromischus mammillaris (L.f.) Lem.
- Adromischus marianae (Marloth) A.Berger
- Adromischus maximus Hutchison
- Adromischus montium-klinghardtii (Dinter) A.Berger
- Adromischus nanus (N.E.Br.) Poelln.
- Adromischus phillipsiae (Marloth) Poelln.
- Adromischus roaneanus Uitewaal
- Adromischus schuldtianus (Poelln.) H.E.Moore
- Adromischus sphenophyllus C.A.Sm.
- Adromischus subdistichus Makin ex Bruyns
- Adromischus subviridis Toelken
- Adromischus triflorus (L.f.) A.Berger
- Adromischus trigynus (Burch.) Poelln.
- Adromischus umbraticola C.A.Sm.